# サケ・マス論
サケ・マス論（サケ・マスろん）とは、日本の考古学者、山内清男が1940年代に提唱した、縄文時代の生業に関する理論である。

## 詳細
山内は、1947年頃から口頭でサケ類が東日本の縄文文化で注意すべき食料資源だと指摘していたが、1964年になってこの理論を文章化した。
山内は、東日本とくに北日本の河川にサケが遡上し、アイヌが食料として獲得すること、『延喜式』には信濃国から鮭が貢納されていた記録があることに注目し、北アメリカの太平洋沿岸のインディアンは遡上するサケを保存食料とし、アジア東岸の原住民も同様で、東北地方はその南端であると指摘した。さらに、関東地方の縄文文化がカリフォルニアのインディアンと同じようにドングリなど堅果類を食糧の中心においていたことに注目し、植生が違いドングリに多くを期待できない北日本の縄文文化が、カリフォルニア・インディアンの北に居住する北西海岸インディアンの生活に類似した文化をもつと考えたのである。また、東日本の縄文時代の遺跡数が、西日本のそれと比べてはるかに多いのは、東西日本の食料資源の優劣によるものと説明した

## 補強と反論
このような「サケ・マス論」は、縄文文化の東と西の差異を説明するために説明されてきたが、実際には縄文時代の貝塚からサケ類の骨が出土することは極めてまれであった。山内自身はその原因について、サケ類の骨を粉末にして保存した可能性を指摘している。また、ほかの研究者からは次のような説もあげられている。
1. サケの骨は軟骨なので残りにくい。
2. 再生を願って骨などを海に戻した。
3. 保存食料として加工したため、変質して弱くなった。
4. 保存食料として1回あたりの消費量が少ないため、検出される機会が少なくなった。
5. 頭から尾まですべて食べられた。
6. 貝塚とは離れた場所で保存処理がされるので川筋に沿ったキャンプ地に骨が残される。

当然のことながら、これらの説には多数の反論が寄せられた。しかし、川を満たすほどの魚群の遡上が見過ごされるはずはなく、おそらくサケは当時の人々にとって越冬食糧として重要な意味をもっていたであろうことは十分に考えられる。さらに、近年の調査によって、サケ類の骨が北海道千歳市の美々貝塚、北海道上磯郡知内町湯の里I遺跡、青森県八戸市の赤御堂貝塚、岩手県西磐井郡花泉町の貝鳥貝塚など北海道・東北地方の遺跡で次々と発見され、縄文時代の人々が動物資源のひとつとしてサケ類を利用してきたことが明らかとなりつつあることからも、縄文時代の東日本では食糧の多くをサケ類に依存していたという、山内の説はある程度は正しいものと考えてよいものと思われる。